# Georges Grignard
Auguste Georges Paul Grignard (Villeneuve-Saint-Georges, 1905. július 25. – Le Port-Marly, 1977. december 7.) francia autóversenyző.

## Pályafutása
1947 és 1953 között több Formula–1-es versenyen szerepelt. Ezek közül a legnagyobb sikere az 1950-es párizsi nagydíjon elért győzelme. A világbajnokságon mindössze egy alkalommal, az 1951-es spanyol nagydíjon állt rajthoz.
1953-ban részt vett a Le Mans-i 24 órás viadalon. Honfitársával, Guy Mairesse-el a verseny 120. köréig jutott.

## Eredményei

### Teljes Formula–1-es eredménylistája
(Táblázat értelmezése)

(Félkövér: pole-pozícióból indult; dőlt: leggyorsabb kört futott) 

| Év   | Csapat           | Modell              | Motor  | 1   | 2   | 3   | 4   | 5   | 6   | 7   | 8      | Helyezés | Pont |
| ---- | ---------------- | ------------------- | ------ | --- | --- | --- | --- | --- | --- | --- | ------ | -------- | ---- |
| 1951 | Georges Grignard | Talbot-Lago T26C-DA | Talbot | SUI | 500 | BEL | FRA | GBR | GER | ITA | ESP Ki | -        | 0    |

### Le Mans-i 24 órás autóverseny
| Év   | Csapat                          | Autó               | Csapattárs   | Helyezés |
| ---- | ------------------------------- | ------------------ | ------------ | -------- |
| 1953 | Automobiles Talbot-Darracq S.A. | Talbot-Lago T26 GS | Guy Mairesse | Kiesett  |